# The Village Blacksmith
The Village Blacksmith, inicialmente chamado Kentucky Days, é um filme norte-americano de 1922, do gênero drama, dirigido por John Ford, com roteiro de Paul H. Sloane baseado no poema “The Village Blacksmith”, de Henry Wadsworth Longfellow.
Sabe-se da existência de apenas um dos oito rolos originais, conservado no UCLA Film and Television Archive, e, portanto, o filme é considerado perdido.